# Бомбилы (арт-группа)
Арт-группа «Бомби́лы» — современная московская художественная группа, работающая в области концептуального искусства, получившая известность благодаря нескольким скандальным акциям, из которых наибольший медийный резонанс получила акция «Автопробег несогласных», состоявшаяся 14 апреля 2007 года на улице в центре Москвы. Эта акция впервые в практике русского искусства использовала половой акт в качестве политического протеста. Также «Автопробег несогласных» примечателен тем, что это первая уличная акция новой волны московского акционизма («Бомбилы», «Война», Pussy Riot). В 2011 году Антон Николаев предложил называть это направление артивизм. Российско-израильский политолог Алек Эпштейн позднее предложил термин арт-активизм.

## История
Группа «Бомбилы» была создана в конце 2004 года по инициативе художника и куратора Антона Николаева. В неё входят Антон «Безумец» Николаев, а также Александр «Супергерой» Россихин, бывшие сотрудники студии художника Олега Кулика. По словам участников группы, заняться современным искусством они решили после того как два года прожили в салоне «Жигулей». Идеология бомбил — максимальная популяризация жанров и практик современного искусства, попытка сделать современное искусство понятным неподготовленному зрителю. Идеи своих акций и фильмов бомбилы берут у своих клиентов, которых возят по вечерней Москве и у случайных уличных знакомых. Подобным образом была придумана и акция «Автопробег несогласных» (секс на крыше автомобиля в день «Марша несогласных»).
Успех «автопробега» подтолкнул Олега «Вора» Воротникова и Наталью «Козленка» Сокол Арт-группа «Война», заняться уличным акционизмом, что впоследствии имело ещё более шумный медийный успех. В течение 2007 года «Война» и «Бомбилы» работали вместе в рамках Профсоюза Уличного Искусства, куда входит ещё ряд художников и теоретиков и сделали ряд акций. Они жили вместе в одной из студий Олега Кулика в районе станции метро «Тушинская».  С февраля 2008 года «Война» и «Бомбилы» работают самостоятельно. Бомбилы отказались от уличного акционизма и снимают короткометражные фильмы о российской провинции. По мнению бомбил, за годы прошедшие со времени распада Союза, жизнь в центре и провинции разошлась настолько, что для столичных жителей жизнь провинциалов представляется непрекращающимся перформансом. Этот перманентный перформанс ценен сам по себе и не требует дополнительных провокаций со стороны художников.
Благодаря «Бомбилам» и «Войне», акционизм, жанр радикального концептуального искусства популярный в России в начале 90-х, снова оказался в фокусе внимания интересующихся современным искусством и более широкой публики. Для акционизма нулевых Антоном Николаевым был предложен термин артивизм.
Начиная с сентября 2005 года «Бомбилы» сняли более семидесяти короткометражных видеофильмов.
В июне 2010 года «Бомбилы» приостановили свою деятельность. Вскоре после этого у Супергероя был похищен сервер со всем архивом группы.
В августе 2011 года «Бомбилы» возобновили провинциальные экспедиции. Стилистика группы изменилась. Теперь «Бомбилы» занимаются православным стрит-артом и сотрудничают с курским художником Игорем Шуклиным.
С 2008 по 2011 год Антон Николаев работал в сотрудничестве с Викторией Ломаско и выпустил несколько книг графики как своей так и совместной. Их совместная рисованная история «Таганское правосудие» о суде над организаторами выставки «Запретное искусство — 2006» была номинирована на премию Кандинского за 2010 год.
В 2011 году издательство «Бумкнига» издала серию рисованных репортажей с суда над «Запретным искусством» в виде книги «Запретное искусство».

## Акции
Автопробег несогласных

14—17 апреля 2007 года в разных частях Москвы (Нижний Сусальный переулок, Рузская улица, ул. Хохлова и Покровский бульвар) по улицам ездила жигули-семерка с укрепленной на ней красной кроватью, на которой гетеросексуальные пары занимались любовью. По замыслу участников эта акция должна была показать, что контроль над обществом — это контроль над сексуальной сферой. И единственный возможный протест, который не будет вписан в политический спектакль, — это демонстрация сексуальной свободы. Было заявлено, что эта акция посвящена борьбе с кровавым путинским режимом. Несмотря на возникавшие конфликты с милицией, акцию удалось успешно провести и она получила широкое медийное освещение и неоднозначные интерпретации.
Мы не знаем чего хотим

1 мая 2007 года шестиметровым лозунгом со словами «Мы не знаем, чего хотим» была перекрыта улица Большая Полянка. Демонстрация агрессивного непонимания смысла собственного существования помешала движению пешеходов и транспорта, поэтому для организаторов мероприятия все закончилось незапланированным перформансом по уборке двора в отделении милиции «Замоскворечье». Фотодокументация перекрывания Большой Полянки с последующей уборкой двора представляется как фото-перформанс «Преступление и наказание». Из-за того что документаторов акции задержала милиция и большая часть документации была уничтожена, 12 июля 2008 года акция была повторена в Тушинском туннеле и на Иваньковском шоссе. Акция проводилась при участии арт-группы «Война», Михаила Кедреновского, Виктории Ломаско, Владимира Шилова, Владислава Чиженкова, Рустика Дауна и др.
Истязание Фемиды

29 мая 2009 года во дворе Таганского суда в первый день заседаний по делу против Ерофеева и Самодурова арт-группа «Бомбилы» устроила инсценировку, в которой одетый в униформу молодой человек со свастикой на рукаве бил плеткой другого участника группы в тунике, держащего в руках меч и весы. Процессия проникла в здание суда, но через некоторое время Богиня правосудия была безвозвратно удалена оттуда судебными приставами. Один из них пытался защитить Фемиду от насильника. Роль фашиста исполнил поэт Михаил Кедреновский.